# Rivierdolfijnen
Rivierdolfijnen zijn een groep dolfijnen die samen de superfamilie Platanistoidea vormen.

## Onderverdeling
De superfamilie wordt gevormd door vier of vijf soorten in vier families, waarvan de onderlinge relaties onduidelijk zijn. Soms worden ze in één familie verenigd, de Platanistidae of Iniidae (afhankelijk van de bron), maar vaker worden ze in vier aparte families ingedeeld. Waarschijnlijk hebben deze soorten geen gemeenschappelijke voorouder, en zijn de gelijkenissen tussen de soorten veroorzaakt door convergente evolutie.

## Leefwijze
Alle soorten zijn klein met lange bekken en veel tanden. Het zicht van de dieren is slechter ontwikkeld dan bij veel andere zeezoogdieren, terwijl de sonar zeer goed ontwikkeld is. Rivierdolfijnen houden zich vooral op in samenvloeiingen en vlak bij eilanden en zandbanken. Ze jagen voornamelijk op vis.

## Bedreiging
Doordat de soorten dicht bij de mens leven, zijn de meeste soorten bedreigd. De grootste bedreigingen vormen vervuiling, dammen, aanvaringen met boten en visnetten. De meest bedreigde walvisachtige is de Chinese vlagdolfijn (Lipotes vexillifer). Op 14 december 2006 is bekendgemaakt dat deze soort waarschijnlijk is uitgestorven.
Op 24 oktober 2023 sloten elf Zuid-Amerikaanse en Aziatische landen in Bogota De ‘Global Declaration for River Dolphins’ om zes bedreigde soorten rivierdolfijnen voor uitsterven te behoeden.
Overeengekomen werd om kieuwnetten uit te bannen, meer onderzoek te doen, vervuiling te verminderen en beschermingsgebieden uit te breiden. De overeenkomst was voorbereid door de Fundación Omacha, opgericht door de zoöloog Fernando Trujillo, lid van de National Geographic Society.

## Verspreiding
Alhoewel dolfijnen en walvisachtigen in het algemeen met de zee worden geassocieerd, leven de meeste soorten rivierdolfijnen in zoet water. Drie van de vier families leven in de grote rivieren van Azië en Zuid-Amerika: de Ganges, Indus (Platanistidae), de Yangtze (Chinese vlagdolfijn), de Amazone en de Orinoco (Orinocodolfijn). De La Plata-dolfijn leeft langs de oostkust van Zuid-Amerika.
Overigens zijn dit niet de enige zoetwaterdolfijnen. Leden van de familie der echte dolfijnen (Delphinidae), als de Amazonedolfijn of tucuxi (Sotalia fluviatilis), de Kameroendolfijn (Sousa teuszii) en de Irrawaddydolfijn (Orcaella brevirostris), en de Indische bruinvis (Neophocaena phocaenoides) hebben populaties in zoetwatergebieden, die deze gebieden niet lijken te verlaten.

## Taxonomie
- Superfamilie Platanistoidea (Rivierdolfijnen)
  - Familie Platanistidae (Indische rivierdolfijnen)
    - Geslacht Platanista
      - Gangesdolfijn (Platanista gangetica)
      - Indusdolfijn (Platanista minor)

  - Familie Lipotidae
    - Geslacht Lipotes
      - Chinese vlagdolfijn (Lipotes vexillifer)

  - Familie Iniidae (Orinocodolfijnen)
    - Geslacht Inia
      - Inia araguaiaensis
      - Orinocodolfijn (Inia geoffrensis)

  - Familie Pontoporiidae
    - Geslacht Pontoporia
      - La Plata-dolfijn (Pontoporia blainvillei)

Recentelijk worden de twee Indische rivierdolfijnen als één soort met twee ondersoorten beschouwd, Platanista gangetica.